# Cala Tirant
Cala Tirant és una platja d'arena on, a l'oest, hi desemboca un torrent que drena una zona d'aiguamolls al sud.
S'hi pot arribar en cotxe des d'es Mercadal per les carreteres Me-15 que duu a Fornells i Cf-3 que duu al cap de Cavalleria per desviaments senyalitzats.